# Великокліщівська сільська рада
Великокліщівська сільська рада — колишня адміністративно-територіальна одиниця та орган місцевого самоврядування у Базарському, Народицькому, Овруцькому та Малинському районах Коростенської, Волинської округ, Київської й Житомирської областей УРСР з адміністративним центром у с. Великі Кліщі.

## Населені пункти
Сільській раді на момент ліквідації були підпорядковані населені пункти:
- с. Великі Кліщі
- с. Поліське

## Населення
Кількість населення ради, станом на 1923 рік, становила 2 436 осіб, кількість дворів — 456.
Станом на 1 жовтня 1941 року кількість дворів складала 324 одиниці з 1 304 мешканцями в них, в тому числі: чоловіків — 547 та жінок — 757.
Відповідно до результатів перепису населення 1989 року, кількість населення ради, станом на 1 грудня 1989 року, складала 638 осіб.

## Історія та адміністративний устрій
Утворена 1923 року в складі сіл Великі Кліщі, Малі Кліщі, колоній Альбертівка, Королівка та хутора Шаблище Базарської волості Овруцького повіту. 7 березня 1923 року увійшла до складу новоствореного Базарського району Коростенської округи. 21 жовтня 1925 року с. Малі Кліщі та х. Шаблище були передані до складу новоствореної Малокліщівської сільської ради Базарського району.
У березні 1930 року, згідно рішення позачергового засідання президії Базарського райвиконкому про розкуркулення та виселення куркулів від 13 березня 1930 року, по Великокліщівській сільраді розкуркулено та виселено за межі Базарського району: Аврамчука Кондрата Степановича, Воробея Хведора Васильовича, Воробея Якова Васильовича, Воробея Герасима Романовича, Аврамчука Романа Антоновича, Долюка Хведора Степановича.
7 червня 1946 року колонії Альбертівка та Королівка (с. Королево-Альбертівка) були об'єднані в один населений пункт — с. Поліське. Станом на 1 вересня 1946 року сільська рада входила до складу Базарського району Житомирської області, на обліку в раді перебували села Великі Кліщі та Поліське.
21 січня 1959 року, в зв'язку з ліквідацією Базарського району, сільську раду було передано до складу Народицького району. 30 грудня 1962 року, вже через ліквідацію району Народицького, рада відійшла до складу Овруцького району, 7 січня 1963 року — Малинського району. 8 грудня 1966 року, після поновлення Народицького району, сільрада була включена до його складу.
Станом на 1 січня 1972 року сільрада входила до складу Народицького району Житомирської області, на обліку в раді перебували села Великі Кліщі та Поліське.
28 грудня 1990 року, відповідно до рішення Житомирської обласної ради, села Великі Кліщі та Поліське були зняті з обліку, Великокліщівську сільську раду було ліквідовано.